# Bobby Caldwell
Pour les articles homonymes, voir Caldwell.
Robert Hunter Caldwell, né le 15 août 1951 à New York (État de New York) et mort le 14 mars 2023 à Great Meadows (New Jersey), est un chanteur  et auteur-compositeur américain qui a enregistré le titre What You Won't Do for Love en 1978.
Après plusieurs albums R&B et smooth jazz, Caldwell se tourne vers les standards du Great American Songbook et le répertoire de Frank Sinatra. Il demeure très populaire au Japon, où il fait l'objet d'un véritable culte.

## Carrière
Bobby Caldwell est né à Manhattan, mais a grandi à Miami. Sa mère était agent immobilier et l'un de ses clients a été le chanteur de reggae Bob Marley. Caldwell et Marley sont par la suite devenus amis. Le fait de grandir à Miami l'a exposé à une grande variété de musiques : haïtienne, latino, reggae et rhythm and blues. Il a grandi en écoutant la musique de Frank Sinatra et Ella Fitzgerald. À douze ans, il commence à jouer du piano et de la guitare. Il est attiré par le rock and roll, mais aussi de jazz et le rhythm and blues. À dix-sept ans, il travaille avec son groupe à Las Vegas, puis s'installe à Los Angeles.
Il signe avec TK Records à Miami. En 1978, après l'enregistrement des chansons pour son premier album, les dirigeants lui disent qu'ils sont enthousiastes pour l'album, mais lui reprochent le manque de « tube » potentiel. Caldwell reprend alors le chemin des studios pour deux jours et écrit What You Won't Do for Love. TK était essentiellement un label de rhythm and blues populaire parmi les noirs Américains. Les cadres du label veulent alors dissimuler que Bobby Caldwell est blanc : il est donc représenté par une silhouette dans l'ombre d'un coucher de soleil sur la couverture de l'album. Quand il part en tournée avec Natalie Cole pour la promotion de l'album, la majorité de l'auditoire est noir et c'est une surprise pour lui de découvrir qu'il est blanc,.
What You Won't Do for Love  atteint le top dix sur les classements Billboard Pop (N ° 9), R&B (N ° 6), et Adult Contemporary (N ° 10). La chanson a été reprise, réenregistrée et échantillonnée à de nombreuses reprises. Bobby Caldwell ressort lui-même une version en 1998. Elle a été reprise par Go West, Phyllis Hyman et Boyz II Men et a été échantillonnée par John Legend et Tupac Shakur.
Le premier album a été suivi par Cat in the Hat (1980) et Carry On (1982). Pour ce dernier album, il joue tous les instruments, est producteur et participe aux arrangements et au mixage. En 1983, Bobby Caldwell publie August Moon exclusivement pour le Japon. Ce disque sortira aux États-Unis dans les années 1990.
Boz Scaggs lui conseille d'écrire des chansons pour d'autres musiciens après la disparition de TK Records. Caldwell écrit The Next Time I Fall, qui est devenu un hit pour Amy Grant et Peter Cetera, et des chansons de Roy Ayers, Chicago, Natalie Cole, Neil Diamond, Roberta Flack, Al Jarreau, et Boz Scaggs.
Sur le Blue Condition (1996) Caldwell délaisse le RnB pour l'enregistrement d'arrangements big band de chansons du Great American Songbook, en particulier ceux chantés par Frank Sinatra. Il reprend aussi Sinatra dans l'hommage au "Rat Pack" de Las Vegas. Il continue de chanter des standards sur Come Rain or Come Shine (1999), The Consummate Bobby Caldwell (2010), et After Dark (2014). En 2015, il collabore avec le producteur Jack Splash sur l'album Cool Uncle.

## Bandes originales de films
Bobby Caldwell a écrit et chanté des chansons pour les films Back to School (Educated Girl), Mac and Me (Take me, I'll Follow You), Salsa ("Puerto Rico"), et sa suite ("Every Teardrop"). En raison de  coût de diffusion plus faible que les enregistrements originaux, ses versions big band des standards apparaissent dans plusieurs films. Les exemples incluent Simone (2001) et Lake Boat (2002).
Il compose et interprète Don't Quit, la chanson thème de la vidéo de fitness Body by Jake. Il apparaît également dans la vidéo, exhortant en musique un faible jeune homme à se mettre à la musculation dans le but de vaincre le tyran d'une plage locale.
Outre un rôle mineur en 1988 dans Salsa, Caldwell reprend Frank Sinatra à partir d'octobre 1999 jusqu'à janvier 2000 dans la comédie musicale The Rat Pack is Back,,.

## Public japonais
Bobby Caldwell est très populaire au Japon, où il a été surnommé « Monsieur AOR » Ses concerts s'y jouent à guichets fermés. Au Japon, le terme "AOR", "Rock Orienté Adulte" ou encore "Rock orienté album" est utilisé pour décrire le style communément appelé "Adulte Contemporain" aux États-Unis : un format à la mélodie efficace calibré pour la radio. En 1992, il a reçu au Japon l'équivalent d'un Grammy Award du « meilleur artiste international ».

## Echantillonnage
La musique de Caldwell a été souvent échantillonnée par des rappeurs.

### What You Won't Do for Love
- Aaliyah Age Ain't Nothin' But a Number
- Da Brat and Mariah Carey Gotta Thing 4 You
- 2Pac Can I Get Your Number, What I Won't Do For Love (inédit)', Do for Love (posthume) et Heaven Ain't Hard 2 Find
- Tatyana Ali Boy You Knock Me Out
- The Luniz Playa Hata
- Charles Hamilton Where I've Been
- Charles Hamilton Him
- Guru Something in the Past
- Esham 24/7
- Raheem DeVaughn and DJ Jazzy Jeff My Soul Ain't for Sale
- Goldie What You Won't Do for Love (reprise drum and bass)
- Mona Lisa Jus Wanna Please U
- Kool G Rap Blowin' Up in the World
- Master P featuring Steady Mobb'n If I Could Change
- Gym Class Heroes Viva La White Girl (cite le morceau)
- DJ Rashad Ghetto Tekz Runnin It
- Sweetback Love is the Word
- Janelle Monáe Oh, Maker

### My Flame
- Notorious B.I.G. Sky's the Limit
- Portrait Heartstrings
- 5th Ward Boyz Bitch Please

### Open Your Eyes
- Common's "The Light" (samples "Open Your Eyes")
- Dwele's "Open Your Eyes" (samples "Open Your Eyes")
- John Legend's "Open Your Eyes" (samples "Open Your Eyes")
- Little Brother's "Sittin Alone" (samples "Open Your Eyes")

### Autres chansons
- Charles Hamilton's "Oversaying" (samples "Saying It's Over")
- Murs & 9th Wonder's "Barbershop" (samples "Coming Down from Love")
- Da Nappy Headz – I'm Nappy (samples "Down For The Third Time")
- MED's "Can't Hold On" (samples "Carry On")

## Discographie

### Albums
| Année | Titre                       | Billboard chart peak          | Certification                        |
| ----- | --------------------------- | ----------------------------- | ------------------------------------ |
| 1978  | Bobby Caldwell              | No. 21 Albums, No. 7 R&B      | US: Double Platinum, Japan: Platinum |
| 1980  | Cat in the Hat              | No. 113 Albums, No. 46 R&B    | US: Gold, Japan: Platinum            |
| 1982  | Carry On                    | No. 133 Albums, No. 41 R&B    | Japan: Gold                          |
| 1983  | August Moon                 |                               | Japan: Gold                          |
| 1987  | Heart of Mine               |                               |                                      |
| 1992  | Stuck on You                | No. 65 R&B                    |                                      |
| 1993  | Where is Love               |                               |                                      |
| 1995  | Soul Survivor               | No. 6 Jazz Albums, No. 23 R&B |                                      |
| 1996  | Blue Condition              | No. 18 Jazz Albums            |                                      |
| 1999  | Come Rain or Shine          |                               |                                      |
| 2005  | Perfect Island Nights       | No. 5 Jazz Albums             |                                      |
| 2007  | Live at the Blue Note Tokyo |                               |                                      |
| 2010  | The Consummate Caldwell     |                               |                                      |
| 2012  | House of Cards              |                               |                                      |
| 2014  | After Dark                  |                               |                                      |
| 2015  | Cool Uncle                  | No. 18 Jazz Albums            |                                      |

,,

### Compilations
| Année | Titre                                | Notes                |
| ----- | ------------------------------------ | -------------------- |
| 1998  | Timeline: The Anthology              | No. 8 US Jazz Albums |
| 2001  | Time and Again: The Anthology Part 2 |                      |

### Singles
| Année                                                | Single                       | Peak chart positions | Peak chart positions | Peak chart positions | Peak chart positions | Album                              |
| Année                                                | Single                       | US Pop               | US R&B               | US A/C               | US Dan               | Album                              |
| ---------------------------------------------------- | ---------------------------- | -------------------- | -------------------- | -------------------- | -------------------- | ---------------------------------- |
| 1978                                                 | "What You Won't Do for Love" | 9                    | 6                    | 10                   | —                    | Bobby Caldwell                     |
| 1979                                                 | "My Flame"                   | —                    | 40                   | —                    | —                    | Bobby Caldwell                     |
| 1979                                                 | "Can't Say Goodbye"          | 103                  | 36                   | —                    | —                    | Bobby Caldwell                     |
| 1980                                                 | "Coming Down from Love"      | 42                   | 28                   | —                    | —                    | Cat in the Hat                     |
| 1982                                                 | "Jamaica"                    | 105                  | 54                   | —                    | —                    | Carry On                           |
| 1982                                                 | "All of My Love"             | 77                   | 67                   | —                    | —                    | Carry On                           |
| 1985                                                 | "Don't Quit"                 | —                    | —                    | —                    | 53                   | Non-album Single from Body by Jake |
| 1987                                                 | "Heart of Mine"              | —                    | —                    | —                    | —                    | Heart of Mine                      |
| 1988                                                 | "Take Me, I'll Follow You"   | —                    | —                    | —                    | —                    | Mac & Me soundtrack                |
| 1991                                                 | "Real Thing"                 | —                    | —                    | 41                   | —                    | Heart of Mine                      |
| 1993                                                 | "Janet"                      | —                    | 88                   | —                    | —                    | Stuck on You                       |
| 1996                                                 | "I Give In"                  | 125                  | 53                   | —                    | —                    | Soul Survivor                      |
| "—" denotes single did not chart or was not released |                              |                      |                      |                      |                      |                                    |